# Kaito Ōmomo
Kaito Ōmomo (japanisch 大桃 海斗 Ōmomo Kaito; * 28. Oktober 1997 in Sanjō, Präfektur Niigata) ist ein ehemaliger japanischer Fußballspieler.

## Karriere
Ōmomo erlernte das Fußballspielen in der Jugendmannschaft des Nagaoka JYFC, in der Schulmannschaft der Teikyo Nagaoka High School sowie in der Universitätsmannschaft der Waseda-Universität. Seinen ersten Vertrag unterschrieb er 2020 beim AC Nagano Parceiro. Für den Verein aus Nagano spielte er fünfmal in der dritten japanischen Liga, der J3 League. Im Januar 2022 wechselte er in die vierte Liga, wo er sich dem FC Osaka in Osaka anschloss. Am Ende der Saison wurde er mit Osaka Vizemeister der vierten Liga und stieg somit in die dritte Liga auf. Nach dem Aufstieg beendete er seine Karriere als Fußballspieler